# Louis le Roy

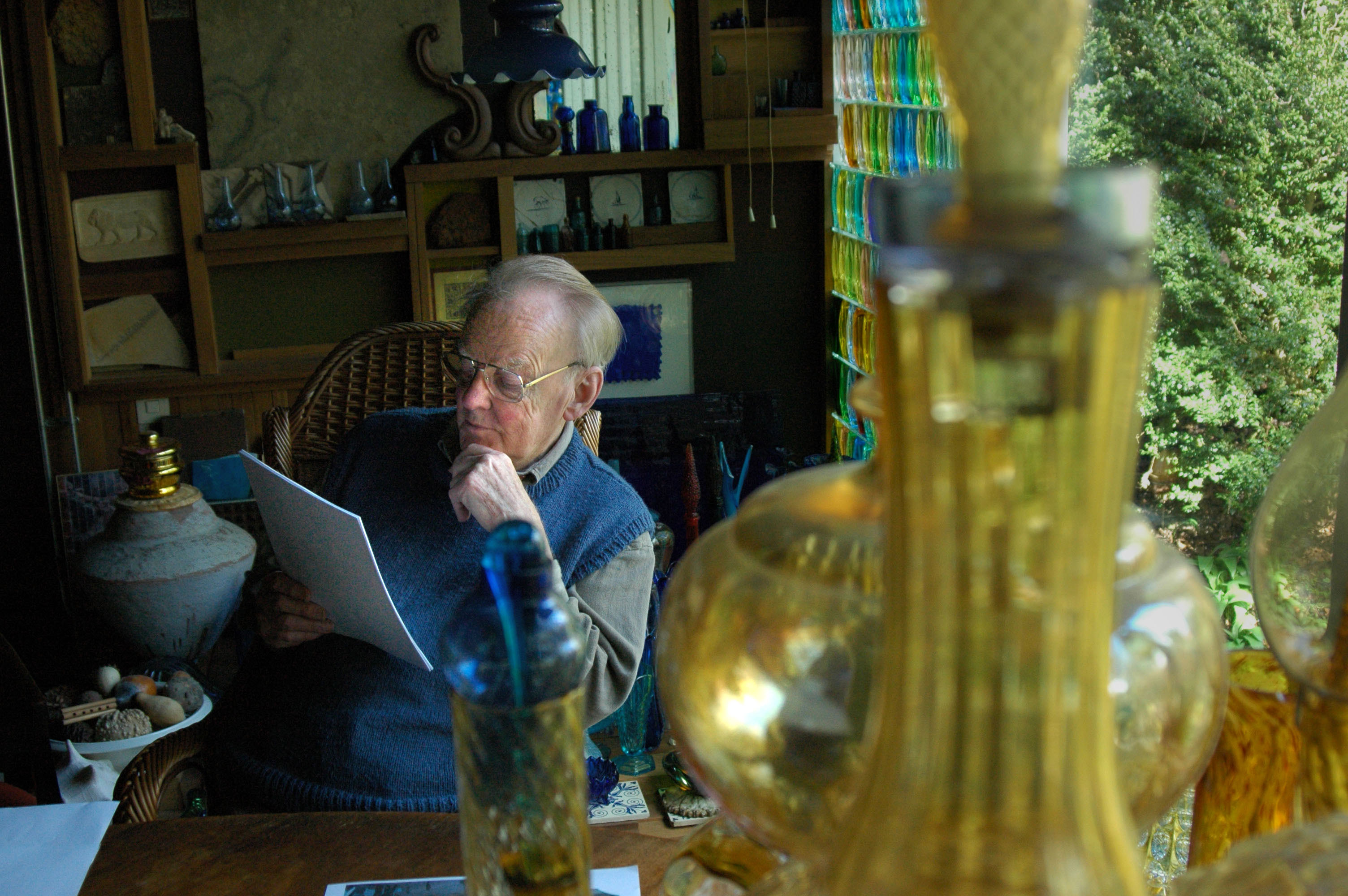
Louis le Roy in zijn studeerkamer met glasverzameling

Louis (Guillaume) le Roy (Amsterdam, 31 oktober 1924 – Oranjewoud, 15 juli 2012) was een tuinarchitect, beeldend kunstenaar, schrijver, professor honoris causa en leraar tekenen. Hij noemde zichzelf een "ecotect". Hij is bekend van de Ecokathedraal die hij bouwde in Mildam (bij Heerenveen).

## Zijn filosofie
Centraal in zijn ideeën staat dat de mens niet gedijt bij een monocultuur, maar bij diversiteit, samenhang en samenwerking. Bij een hoge mate van complexiteit in de tijd zullen wij een bepaalde positieve kracht (sommigen zeggen zelfs een soort 'magie') ervaren die goed is voor ons welzijn. 
Om zijn filosofie tastbaar te maken is Le Roy in zijn leven een aantal experimenten begonnen. De bekendste is die van de Ecokathedraal, hieronder verder toegelicht. Een ander experiment is zijn bijzondere glasverzameling. Wat Le Roy in deze experimenten aantoonde is dat als je maar blijft toevoegen aan een plek, dan ontstaat er een complexiteit waarbij 1+1 geen 2 is en ook geen 3, maar eerder 11, tot de macht x. De enorme positieve en creatieve kracht van een complexiteit, waarbij diversiteit is toegepast, is voor velen zeer voelbaar, als ze door de Ecokathedraal lopen of te midden van de glasverzameling staan. 
Naast een beeld over natuur en cultuur had Louis Le Roy ook een sociologisch standpunt aangaande zijn experimenten. Zo is de Ecokathedraal ook bedoeld als verzamelplaats waar de mens elkaar ontmoet, samenwerkt en samen bouwt aan een plek die schaduw biedt op hete dagen, een pluktuin kan zijn van de buurt, jongeren een eigen beschutte plek geeft en de ontspanning biedt van een mooie Hortus Botanicus waar je dag en nacht in kunt lopen. 
Hij pleitte voor minimaal 1% ecokathedrale bebouwing in de stedelijke gebieden als tegencultuur van de monocultuur. Hierin pleitte hij feitelijk ook voor meer tijd en ruimte voor de mens (in plaats van vaststaande systemen): 
'GEEF DE MENS DE TIJD EN DE RUIMTE'. (Louis Le Roy)

## De Ecokathedraal
Le Roy was van mening dat de mens de natuur niet moet beheersen, maar samen dient te werken met haar groeikracht om zo die hoogste graad van complexiteit te bereiken. Deze complexiteit vereist niet een korte periode, maar een langdurige interactie tussen mens en natuur. 
In de jaren zestig kreeg de oorspronkelijk uit Amsterdam afkomstige Le Roy van de gemeente Heerenveen een stuk plantsoen van een kilometer lang aan de President Kennedylaan en Europalaan ter beschikking om zijn ideeën over de juiste verhouding tussen mens en natuur in praktijk te brengen. Hij verwerkte hier veel restmateriaal van stratenmakers en bouwde er stapelmuren, zonder gebruik te maken van cement. Dit moest een uitgangssituatie bieden voor de natuur om het weer te begroeien. De tegenstelling van deze tuin met de keurig aangeharkte en gemaaide gazonnetjes leverde hem de bijnaam "De wilde tuinman" op.
In de jaren zeventig startte Le Roy zijn ecokathedraalproject in Mildam. Hij had hier een stuk grond verworven waar hij eerst een aantal bomen plantte. Daarna deed hij een jaar of zeven niets om te kijken hoe de natuur zich ontwikkelde. Er gebeurde weinig. Om de natuur te stimuleren was er meer diversiteit nodig dan een kaal stuk land met riet, brandnetels en een paar bomen. Een klimrek, hoge en lagere gebieden, droger, natter, warmer, zo divers mogelijk. Dus maakte hij met de gemeente Heerenveen de afspraak dat stratenmakers-puin van de gemeente op zijn land zou worden gebracht. 
Zo kwamen tot op de dag van vandaag vele vrachtwagens puin storten op zijn land. Le Roy begon te bouwen. Hij maakte van de stenen, stoepranden, tegels en andere vormen die hij kreeg op zijn land trappen, muren, torens en platforms, zonder daarbij cement te gebruiken. Hij stapelde zelf, met na verloop van tijd vele andere vaste bouwers, nuttige bouwwerken die als een trap werkten voor de natuur, en groef ook een paar lagere gebieden om water op te vangen. Hij bouwde hoge watertorens, die zo technisch zijn gestapeld dat het regenwater naar binnen loopt en daarna langzaam via de stenen aan de natuur wordt gedoseerd. Hij zette planten uit, en gaf aan anderen toestemming om ook diverse (rots)planten uit te zetten. 
De bedoeling van de Ecokathedraal is dat er langdurig aan gebouwd wordt zonder plan, net als de kathedralen in de Middeleeuwen. Je krijgt materiaal en daarmee bouw je verder. Desgevraagd zei hij dat het project minstens duizend jaar gaat duren en dat de Ecokathedraal uiteindelijk driehonderd meter hoog wordt.

## Proces
Het ging Le Roy bij al zijn projecten echter veel meer om het proces dan om het resultaat. In elke relatie zoals mens en natuur, of mens en cultuur, is het goed om in een langdurig proces een grote complexiteit te ontwikkelen. Dat proces vergt lange tijd. Daarom is  Stichting Tijd opgericht, om beheer van en het verder bouwen aan de Ecokathedraal in Mildam en het uitdragen van zijn ideeën na zijn dood voort te zetten. Deze stichting organiseert elk jaar op 31 oktober, de verjaardag van Le Roy, een evenement, waarbij de betekenis van zeer langdurige processen in de tijd wordt bekeken vanuit verschillende vakgebieden als psychologie, economie, kunst en overheid. 

## 2024
In het jaar 2024 is het 100 jaar na de geboorte van Le Roy. Een feestelijk jaar waarbij er veel aandacht is voor zijn filosofie en zijn experimenten, ook omdat deze zo goed passen bij de huidige ontwikkelingen in de huidige maatschappij en klimaatontwikkelingen.  
In 1972 ontving Le Roy de Zilveren Anjer van het Prins Bernhard Cultuurfonds.
In 1973 verscheen zijn boek Natuur uitschakelen, natuur inschakelen waarin hij zijn ideeën ontvouwde over de manier waarop natuur en cultuur geïntegreerd dienen te zijn. Door dit boek geïnspireerd zijn veel mensen begonnen aan een natuurtuin.
In 2000 won Le Roy de oeuvreprijs van het Fonds voor beeldende kunsten, vormgeving en bouwkunst. 
In 2001 heeft Louis Le Roy Stichting TIJD opgericht, samen met zijn vrouw Inge (Ingeborg Barbara) van Losser (1925-2019), om zo de Ecokathedraal in Mildam te bewaken en te beheren. De stichting heeft deze in 2018 in eigendom gekregen. 
In 2003 verscheen een nieuw boek van zijn hand, getiteld "Retourtje Mondriaan", waarin hij op het gebied van kunstgeschiedenis, natuur en wetenschap de ontwikkelingen laat zien van de afgelopen honderden jaren en een voorschot neemt op de komende ontwikkelingen op deze gebieden.
In 2007 won Le Roy de 2-jaarlijkse Gerrit Benner Prijs voor Beeldende Kunst van de provincie Friesland.
Le Roy bezat een bijzondere en zeer grote verzameling glaswerk in alle kleuren, die op en door elkaar op zeer zorgvuldige wijze door hem waren gestapeld. Een groeiend en levend kunstwerk. Louis Le Roy is samen met zijn vrouw Inge ruim 30 jaar bezig geweest om die verzameling aan te leggen. 

## Werk
- Louis le Roy was de tuinarchitect van de wijk Lewenborg in de stad Groningen. In het midden van de wijk ligt een slingerende openbare tuin.
- Het ecokathedraalproject in Mildam.
- De Le Roy tuin aan de President Kennedylaan en Europalaan in Heerenveen.
- En vele andere projecten die te vinden zijn via de open database: LouisLeRoy.nl

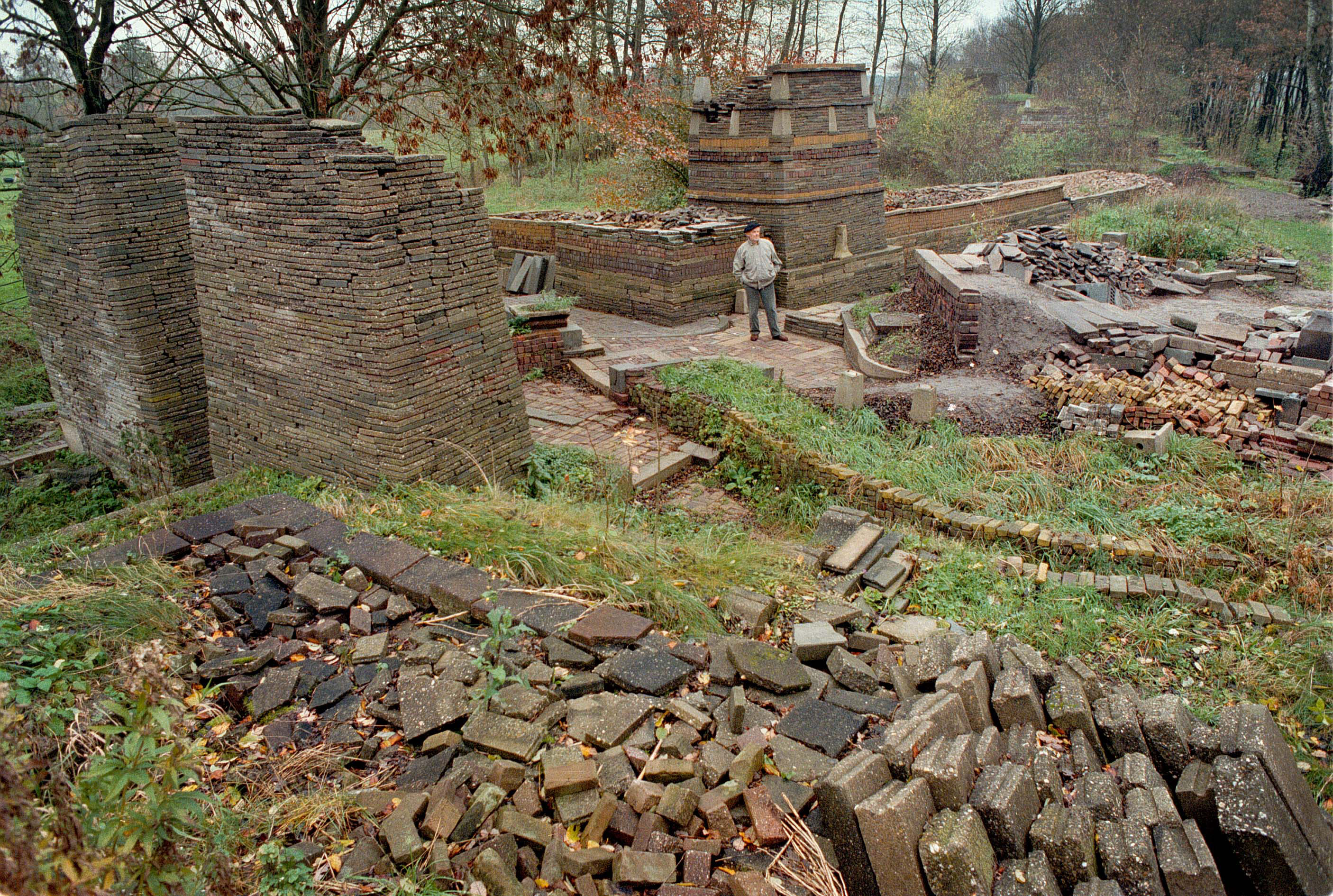
Le Roy in de Ecokathedraal
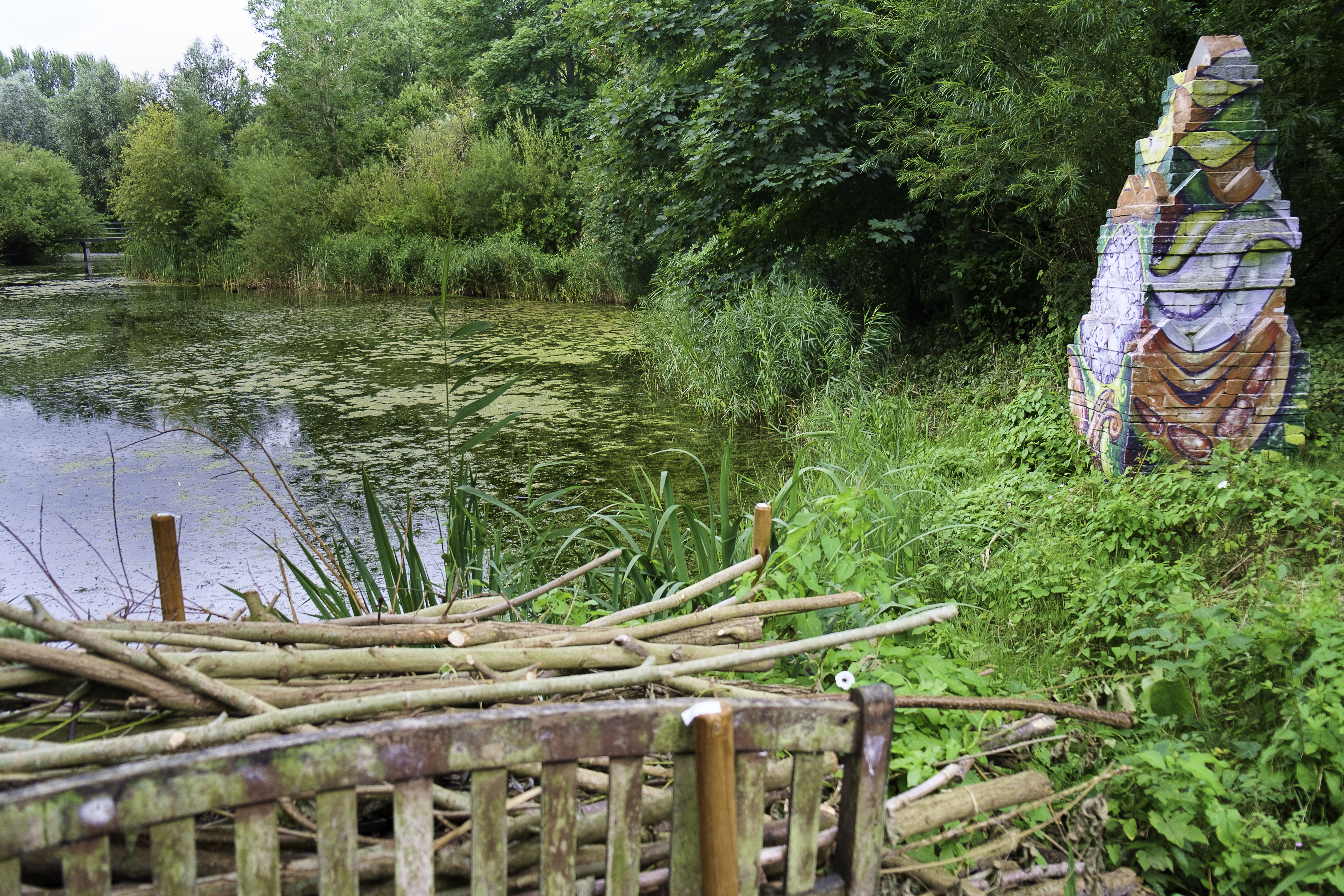
Lewenborg
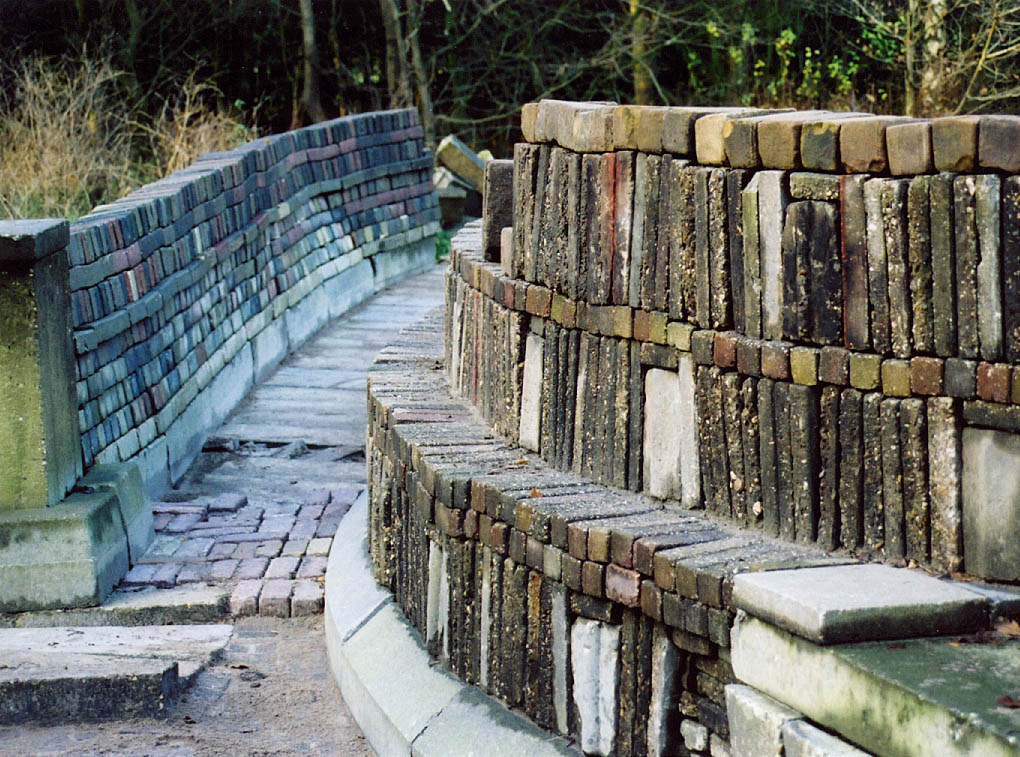
Ecokathedraal